# جيك كوبر
جيك كوبر (بالإنجليزية: Jake Cooper)‏ هو لاعب كرة قدم بريطاني، ولد في 2 يناير 2001 في بيرنلي في المملكة المتحدة.